# Maison natale d'Auguste Bartholdi
La maison natale d'Auguste Bartholdi est un monument historique situé à Colmar, dans le département français du Haut-Rhin.

## Localisation
Ce bâtiment est situé au 30, rue des Marchands à Colmar.

## Historique
Il accueille actuellement le musée Bartholdi.
La porte de la maison a été conçue par Bartholdi, ses éléments sont du XVIIe siècle. Celle au fond de la cour provient de la rue Vauban.
Les deux portes font l'objet d'une inscription au titre des monuments historiques depuis le 18 juin 1926.
A l'intérieur, le musée occupe trois niveaux et une surface de 700 m².